# Rockberto
Roberto González Vázquez (Málaga, 20 de febrero de 1951-ibidem, 12 de junio de 2011), más conocido como Rockberto, fue un músico y cantante español, conocido por ser el líder, cofundador, guitarrista y vocalista del grupo de rock Tabletom.

## Biografía

### Niñez y juventud
Roberto González Vázquez nació el 20 de febrero de 1951 en Málaga, en la calle Cotrina. Lugar en el que lindan dos de los barrios la Trinidad y el Perchel, donde vivieron El Piyayo y La Repompa de Málaga. Como cantó años más tarde, Roberto pasaría sus primeros años  corriendo y jugando en el río Guadalmedina, comiendo pan de higo y floreciendo en las aceras frente al Cuartel de Natera.

### Comienzos de su carrera musical
Desde muy pequeño, dejó de interesarse por los estudios para dedicarse a la música. Con 15 años conoció a su amigo José, con el que compartiría intereses e inquietudes musicales y con el que arrancará los primeros acordes a su guitarra, tras largos ensayos en casa de Loli, madre de Roberto, quien regentaba una pensión en la plaza de Hoyo de Esparteros.
Rockberto estaba expuesto a todo tipo de influencias musicales. Se empapaba de la música de grupos como King Crimson, Jethro Tull o Pink Floyd, que le ayudarían a formar un gusto musical en el que confluyen tanto sonidos eléctricos como el arte más flamenco de su entorno.
Roberto pronto se une con varios amigos para versionar canciones de los grupos más famosos de la época y crear la primera banda de rock de la que forma parte, Los Cúcanos. Compartían instrumentos y local de ensayo con otro grupo, Los Robots, al cual se unieron, formando uno nuevo en 1967, llamado Royal Group. Un año más tarde, Roberto y su amigo de la infancia José Víctor Otero pasarían a formar parte de Los Jone’s, donde cantaba acompañado de una guitarra; llegando a actuar en escenarios como la plaza de toros de La Malagueta, la Feria de Málaga, en clubes, hoteles y tabernas.
En los setenta, y tras vivir un tiempo en Francia junto a su familia, Roberto pasa a formar parte de un nuevo conjunto musical, Fresa y Nata. Durante esa misma época, Roberto trabaja durante un año en una sucursal bancaria de Banesto en Torremolinos, su único empleo conocido, siguiendo los consejos de su madre que siempre le sugería buscar un trabajo bueno y “normal”. Pero esta etapa duró poco, pues el estilo de vida de papeles y oficina no casaba con los intereses y peculiar manera de ver el mundo del artista. Según el propio cantante, esta etapa de su vida fue la causante de su  aversión al dinero, la cual llegó a durar hasta sus últimos días de vida.
En 1973, Roberto conoce a una joven holandesa con la que se casó ese mismo año y con quien se mudó a Holanda, donde solo estuvo un año.
En 1975, Roberto, afincado ya en Estepona, acude a la llamada de un grupo de gibraltareños que buscaba vocalista y realiza una prueba que sorprendió gratamente a los allí presentes cuando comenzó a cantar. Es aquí cuando conoce a Pedro Ramírez Maestre, “Perico”, guitarrista y, actualmente, profesor del  conservatorio profesional de Málaga, que, en aquel entonces, contaba con tan solo quince años. Pedro era hermano de José, flautista, también profesor de conservatorio en la actualidad, el cual se uniría con posterioridad a ellos, para empezar el proyecto que más tarde acabaría conociéndose con el nombre de Tabletom.
En 1976, estos músicos vivieron durante un tiempo en una comuna anarco-hippie , en Campanillas. Por esta pasaron artistas como Camarón de la Isla, el cual mantuvo una estrecha relación con los componentes de Tabletom durante buena parte de su trayectoria musical.
Este grupo musical tuvo una clara influencia del sonido Canterbury, caracterizado por la incorporación del jazz y la improvisación, por el equilibrio entre sonidos británicos y bluseros, sin dejar de lado, además, el rock progresivo y las raíces andaluzas de los integrantes.

### Tabletom
A finales de los setenta y entrando en la década de los ochenta, el grupo Tabletom se consolida con el nacimiento de su primer trabajo, «Mezclalina», que ve la luz en 1980, gracias a la producción de Ricardo Pachón. El grupo malagueño participa a principios de los ochenta en la Fiesta de la Autonomía, también conocida como la Gira Histórica, organizada por Rafael Escuredo. En esta gira compartieron cartel con artistas como María Jiménez, Alameda, el sevillano Silvio o Camarón de la Isla, llenando plazas de toros y auditorios con audiencias de miles de personas.
Los expertos musicales de la época no tardaron en encasillar a Tabletom dentro del movimiento musical conocido como «rock andaluz», aunque ellos mismos siempre procuraron quitarse esa etiqueta y se definieron como un grupo de fusión en el que se mezclaba una gran variedad de estilos musicales.
Pero mantenerse fiel a estas características y permanecer al margen de las directrices de la mercadotecnia musical, hizo que la banda quedara desahuciada de la compañía discográfica RCA, que se negó a seguir promocionándoles o liberar los derechos del primer álbum del grupo, lo cual generó grandes dificultades a los malagueños para promocionarse.
Tabletom experimenta entonces un período de dificultad para dar a conocer su música, por lo que su bajista decide abandonar el grupo, motivo por el cual la banda decide separarse en 1985 para reagruparse en otra llamada Rockberto y los castigos, compuesta por los hermanos Ramírez y Roberto González, que no consiguió éxito musical.
En 1990, los hermanos Ramírez y Rockberto volvían a reunirse para emprender una nueva etapa en la que la discográfica Nuevos Medios, apuesta por ellos y edita dos nuevos discos, «Inoxidable» y «La Parte Chunga», que los devuelven al panorama .
En 1996, la banda de rock extremeña Extremoduro, en su disco «Agila», versiona «Me estoy quitando», una de las canciones más populares de Tabletom, logrando que el grupo malagueño experimente el mayor éxito comercial de su trayectoria musical, gracias a los derechos de autor generados por esta. Roberto escribe la canción como homenaje a Camarón de la Isla, con una letra inspirada en las confesiones que el mismo cantaor cañailla hace sobre sus adicciones, iniciativa que alcanza un notable éxito y propicia que los malagueños empiecen a ser conocidos más allá de las tierras andaluzas.
Dos años más tarde, sale a la luz el disco «Vivitos y coleando», en el que colaboran con el guitarrista Raimundo Amador o los malagueños Javier Ojeda y Lito. 
Tabletom, con Roberto a la cabeza, edita en 2002, el disco 7000 Kilos, con la colaboración de varias figuras del rock español y realiza una gira a nivel nacional (Madrid, Bilbao, Barcelona, Valencia…), además de sonar en diferentes radios del país.
En 2004, graban su primer disco recopilatorio en formato libro-disco con las canciones más representativas del grupo.
En 2008, el grupo malagueño saca al mercado su décimo disco, «Sigamos en las nubes», con motivo de su trigésimo aniversario, aunque esta vez se cede el protagonismo artístico a los hermanos Ramírez.

### Últimos años y muerte

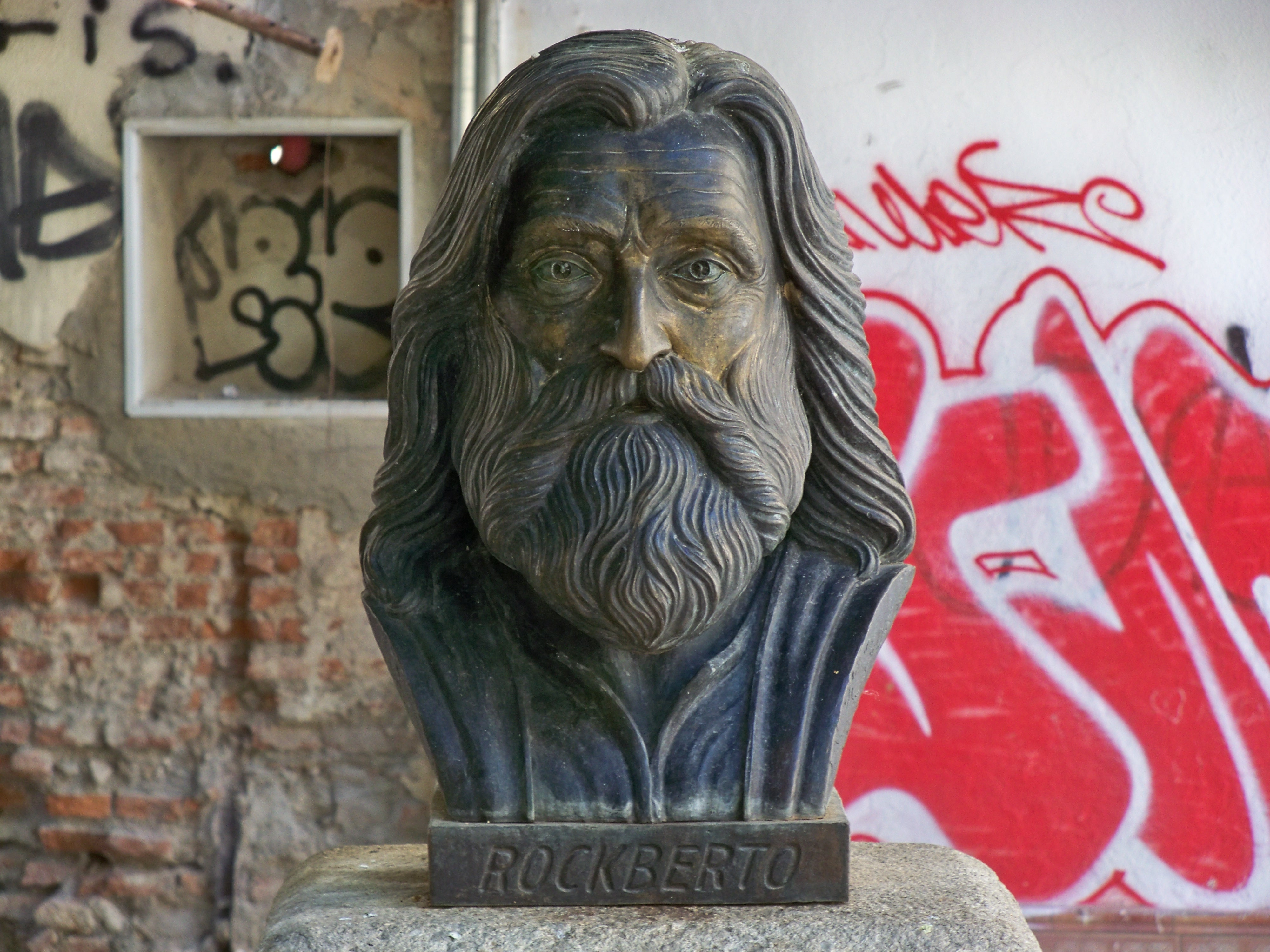
Busto dedicado a Rockberto en la plaza San Pedro de Alcántara, Málaga.

El desgaste físico había hecho mella en Rockberto, quien según su representante, sufría múltiples complicaciones, fallos respiratorios, infecciones y un corazón debilitado. Ante esta situación, la banda se plantea la disolución definitiva del grupo con una gira de despedida, la cual finalmente no se pudo realizar.
Falleció en la UVI del Hospital Clínico de Málaga, el día 12 de junio de 2011, a las 04:00  horas a consecuencia de una insuficiencia respiratoria grave, provocada por una enfermedad previa en los bronquios. Familiares, amigos y numerosos artistas se reunieron en el Parque Cementerio de San Gabriel para rendirle homenaje.
Tras su muerte, el Ayuntamiento de Málaga inauguró en agosto de 2012 la «Calle Tabletom», con la intención de reconocer la trayectoria del grupo y la figura de Roberto González Vázquez.
En 2013, la ciudad de Málaga dedicó un busto a Rockberto en la plaza de San Pedro de Alcántara, uno de los lugares de la ciudad que más frecuentó el artista. La obra fue presentada por el alcalde, Francisco de la Torre y realizada por el escultor Víctor Carrasco, quien trabajó de forma altruista y financiada por una serie de conciertos realizados para hacerse cargo de los gastos de la fundición.
En plena pandemia, el artista multidisciplinar, Juan María Rivero (Bohemio), realizó su particular homenaje al gran Roberto, pintándolo en el muro del proyecto "Lucha por lo Imposible" con la leyenda "Esencia".

## Discografía con Tabletom
- 1980 Mezclalina
- 1982 Recuerdos del futuro
- 1983 Rayya
- 1992 Inoxidable
- 1992 Pescaito frito
- 1996 Vivitos y coleando
- 1998 La parte chunga
- 2002 7.000 kilos
- 2004 Lo más peor de Tabletom
- 2008 Sigamos en las nubes